# Kollhellaren
Kollhellaren, også kaldet Refsvikhula, er en grotte i Moskenes kommune i Nordland. Den ligger ved det fraflyttede fiskevær Refsvika, på vestsiden af den sydvestlige del af Moskenesøya. I grotten findes hulemalerier som kan være mellem 2500 og 4000 år gamle. Der er fundet sammenlagt 33 figurer væggene i den 115 meter lange grotte. Indgangen til Kollhellaren er ca. 50 meter høj og 12 meter bred.
Selve hulen har været kendt længe. Da Refsvika var beboet, søgte kvæget ind i hulen i dårligt vejr, og til tider blev der også malket i hulen. Hulemalerierne blev først opdaget i 1987, da arkæologistuderende fra Tromsø Museum lavede undersøgelser i forbindelse med udarbejdelse af økonomisk kartverk. Det er lidt usikkert om hulemaleriene er malet eller skrabet frem. Førstekonservator Kristen Michelsen ved Historisk Museum i Bergen mente i en rapport i 1989 at figurerne er skrabet frem, men konservator og forsker Terje Norsted ved Norsk institutt for kulturminneforskning (NIKU) holder i sin rapport fra 1998 på at de må være malet.
I 1994 blev Kollhellaren fredet i henhold til kulturminneloven, og det er kun tilladt at besøge den sammen med godkendt guide.